# 東京都立城東特別支援学校
東京都立城東特別支援学校（とうきょうとりつ じょうとうとくべつしえんがっこう）は、東京都江東区に所在する特別支援学校である。知的障害のある児童・生徒を対象としており、小学部および中学部を設置している。

## 沿革
- 2016年（平成28年）4月 - 東京都立江東特別支援学校の小学部および中学部が分離・独立し、東京都立城東特別支援学校として開校。
- 2016年（平成28年）6月 - 新校舎が竣工。
- 2016年（平成28年）9月 - 新校舎での授業を開始。
- 2017年（平成29年）9月 - グラウンドが完成[1]。

## 生徒数
| 年度   | 小学部          | 中学部         | 計              |
| ------ | --------------- | -------------- | --------------- |
| 2021年 | 141名（29学級） | 64名（13学級） | 205名（42学級） |
| 2022年 | 139名（29学級） | 71名（14学級） | 210名（43学級） |
| 2023年 | 144名（31学級） | 82名（16学級） | 226名（47学級） |
| 2024年 | 165名（34学級） | 91名（18学級） | 256名（52学級） |
| 2025年 | 195名（39学級） | 81名（16学級） | 276名（55学級） |

## スクールバスコース
- 中央コース
- 門前仲町コース
- 木場コース
- 東陽町コース
- 南砂町コース
- 大島コース
- 千代田コース
- 墨田コース
- 亀戸コース[3]

## 通学区域
- 江東区（下記以外の地域）
  - 青海、新木場、有明、新砂、永代、辰巳、若洲、枝川、東陽一～二、越中島、木場一及び六、古石場、潮見、豊洲、夢の島、塩浜、東雲、牡丹
- 中央区（下記以外の地域）
  - 明石町、新富、日本橋茅場町、勝どき、入船、月島、八丁堀、京橋、築地、浜離宮庭園、銀座、豊海町、佃、晴海、湊、新川、日本橋、八重洲、日本橋兜町
- 千代田区
  - 岩本町、鍛冶町、神田和泉町、神田岩本町、神田相生町、神田北乗物町、神田紺屋町、神田佐久間町、神田佐久間河岸、神田佐久間町二、神田富山町、神田西福田町、神田練塀町、神田花岡町、神田東紺屋町、神田東松下町、神田平河町、神田松永町、神田美倉町、東神田
- 台東区
  - 秋葉原、浅草橋、蔵前一、台東一、柳橋
- 墨田区
  - 石原、亀沢、菊川、錦糸、江東橋、太平、立川、千歳、緑、横網、両国[4]

## 主な進学先学校
- 東京都立江東特別支援学校（中央区、江東区、千代田区在住の生徒）
- 東京都立墨田特別支援学校（台東区、墨田区在住の生徒）[4]

## 歴代校長一覧
- 初代：川口 真澄（2016年4月～2018年3月）
- 第2代：二井 康文（2018年4月～2021年3月）
- 第3代：佐藤 亜紀子（2021年4月～2025年3月）[5]
- 第4代：秋本 友美（2025年4月～）[6]